# カン・ジウ
カン・ジウ（韓国語：강지우、2008年5月29日 - ）は大韓民国の女優である。

## 出演

### 映画
- マルティニークからの祈り（2013年）- キム・ヘリン役[1]
- 泣く男（2014年）- ゆみ役
- 男と女（2016年）- ユリム役

### ドラマ
- 追跡者（2012年、SBS）- 幼少時代のペク・スジョン役
- メイクイーン（2012年、MBC）- 幼少時代のチョン・ヨンジュ役
- あなたの女（2013年、SBS）- ハン・ソラ役
- 怪しい家政婦（2013年、SBS）- ウン・ヘギョル役[2]
- 夜警日誌（2014年、MBC）- ランイ役[3]
- MBCドラマフェスティバル（2014年、MBC）- 幼少時代のハン・チェヒ役
- 恋するジェネレーション（2015年、KBS2）- 幼少時代のコ・ウンビョル役
- 深夜食堂fromソウル（2015年、SBS）- セッピョル役
- ヨンパリ（2015年、SBS）- 幼少時代のハン・ヨジン役
- 記憶～愛する人へ～（2016年、tvN）- パク・ヨヌ役
- オー・マイ・クムビ（2016年、KBS2）- ホン・シルラ役
- 漆黒の四重奏＜カルテット＞（2016年、KBS2）- 幼少時代のペク・ミニ役
- 恋する泥棒（2017年、MBC）- ユン・ファヨン役
- スケッチ（2018年、JTBC）- ムン・ヨニ役
- バッドパパ（2018年、MBC）- 幼少時代のユ・ヨンソン役
- イモン～禁断の愛～（2019年、MBC）- 幼少時代のイ・ヨンジン役
- ボイス3（2019年、OCN）- ハンビョル役
- The Second Husband（2021年、MBC）- 少女時代のユン・ジェギョン/ペ・ソヨン役
- 智異山（2021年、tvN）- 少女時代のソ・イガン役
- 静けさの海（2021年、Netflix）- 少女時代のソン・ジアン役
- 朝鮮精神科医ユ・セプン（2022年、tvN）- ヨンヒ役